# Courage UK
Courage UK ist eine in Großbritannien gegründete Non-Profit-Organisation für evangelikale Christen. Sie gehört zur Ex-Ex-Gay-Bewegung. 
Die Organisation beansprucht für sich schwule und lesbische Christen sowie ihre Angehörigen zu unterstützen, indem sie versucht ihren Glauben und ihre Sexualität zu versöhnen. Ebenso beansprucht sie den Kirchen ein Hilfsmittel bieten, um die Bedürfnisse von homosexuellen und bisexuellen Menschen (GLB) besser verstehen zu können und Homosexuellen ohne religiöse Bindung Antworten auf ihre Fragen an den Glauben zu liefern. 2006 wurden etwa 150 Mitglieder angegeben.
Courage UK darf nicht mit dem Apostolat Courage International der katholischen Kirche verwechselt werden, das Personen mit homosexuellen Neigungen darin unterstützt, ein keusches Leben zu führen. Um Verwechslungen zu vermeiden, nennt sich die katholische Organisation im Vereinigten Königreich EnCourage.

## Geschichte
Courage wurde von Jeremy Marks im Februar 1988 gegründet. Bald wurde sie eine der führenden christlichen „Ex-Gay“-Organisationen in Großbritannien und Mitglied von Exodus International. Ziel war es, Homosexuellen einen Weg der Heilung durch Glaube und Seelsorge anzubieten. 
2000 änderte die Organisation jedoch ihren Kurs und bekannte sich zu einem neuen, Homosexualität grundsätzlich bejahenden Ansatz. Als Grund für diesen Kurswechsel gab sie die Verzweiflung an, die sich ihrer Meinung nach unter zahlreichen homosexuellen Christen breit gemacht hätte, die eine „Überwindung“ ihrer Homosexualität durch den Glauben suchten und daran scheiterten. Damit brach sie mit dem Grundgedanken der Ex-Gay-Bewegung.
Als Folge musste die Organisation ihre Aktivitäten für Exodus International vorerst einstellen, ebenso wurden sie zum Verlassen der Evangelischen Allianz gedrängt.